# كونغرس فلوريدا
كونغرس فلوريدا (بالإنجليزية: Florida Legislature)‏ هي الهيئة التشريعية لفلوريدا، تتكون من المجلس الأعلى مجلس شيوخ فلوريدا
، والمجلس الأدنى مجلس نواب فلوريدا .